# Gebt das Hanf frei!
Gebt das Hanf frei! ist ein Lied von Stefan Raab zusammen mit dem Reggae-Pop-Sänger Shaggy aus dem Jahr 2002. Es basiert auf dem Sample eines Ausspruchs des Grünen-Politikers Hans-Christian Ströbele.

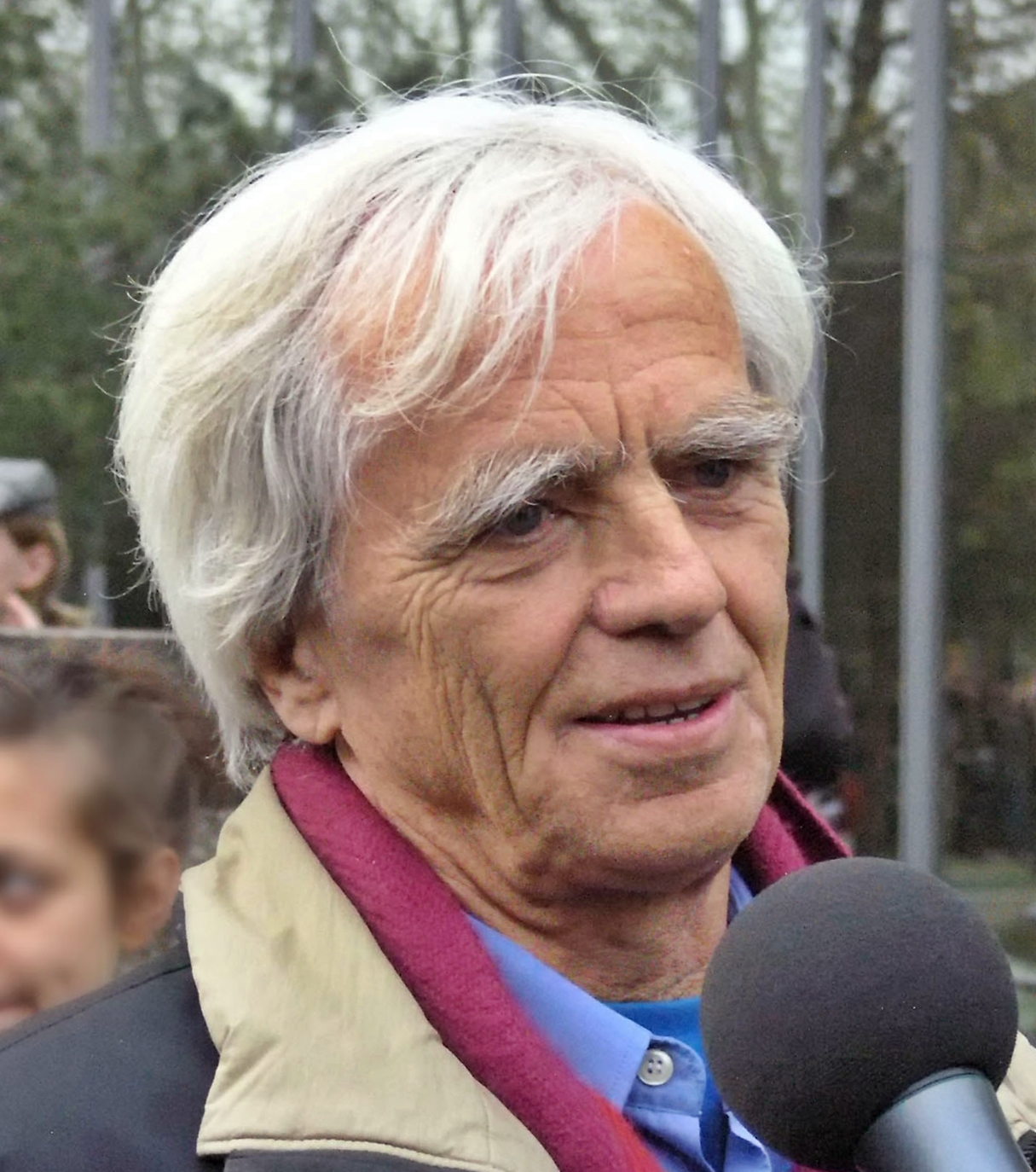
Ein Ausruf von Hans-Christian Ströbele ist die Basis des Liedes.

Raab rappt mit verstellter Stimme im Stil eines Reggae-Musikers. Das Sample dient als Refrain, ergänzt um ein gesungenes „eieiei“ sowie einige Toasts. Die ersten beiden Strophen werden von Raab eingesungen, die dritte und letzte Strophe singt Shaggy. Das zugehörige Video zeigt Stefan Raab und eine Reihe von Musikern in gechillter Atmosphäre in einer Art Wohnzimmer beim Musizieren und Tanzen. Raab selbst spielt Gitarre oder sitzt in einem Liegesessel. Shaggys Part wird über einen Fernseher eingespielt, in dem auch das Filmmaterial mit Ströbele von der Hanfparade gezeigt wird.

## Hintergrund
Hans-Christian Ströbele tätigte den Ausruf „Gebt das Hanf frei! – Und zwar sofort!“ während der Hanfparade 2002 in Berlin. Er richtete ihn an mehrere Polizisten, die einen Wagen der Grünen Jugend anhielten und dort mehrere Nutzhanfpflanzen beschlagnahmten, die als Dekoration dienten. Diese Pflanzen enthielten nur wenig THC und „stammten aus einem staatlich geförderten legalen Anbau aus der Uckermark“. Die Pflanzen waren zuvor als Dekoration genehmigt worden. Stefan Raab entdeckte das Zitat in einer Fernsehsendung und präsentierte es in seiner Show TV Total. Nach seiner Sendung komponierte er zusammen mit Shaggy um das Sample einen Rapsong und drehte ein Video dazu.
Ströbele erfuhr erst im Nachhinein von dem Video. Zunächst erwog er eine Klage, doch dann trat er in einer Folge von TV Total auf, in der er erklärte, das Stück diene seinen Zielen. Zwar würde er selbst kein Marihuana konsumieren, aber schon seit mehreren Jahren für eine Legalisierung eintreten. Nachdem ihm zunächst ein Verwertungserlös versprochen wurde, beauftragte Ströbele im Januar 2003 dann doch einen Anwalt, um seine Urheberrechte geltend zu machen. Insgesamt wurden ihm 20.000 Euro zugesprochen, die er einer Kampagne zur Hanf-Legalisierung sowie an die Drogenprävention spendete.
Tatsächlich ist der Ausspruch grammatikalisch inkorrekt. Hanf ist im Deutschen maskulin, dementsprechend hätte es „Gebt den Hanf frei!“ heißen müssen.

## Veröffentlichung
Am 25. November 2002 erschien die Single über Raabs eigenes Label Rare (Raab Records). Die Single enthält verschiedene Versionen des Liedes sowie das Musikvideo. Das Lied erschien am 27. März 2003 auch auf dem Soundtrack-CD-Sampler TV Total Vol. 3.
1. Gebt das Hanf frei (Radio Edit) – 3:38
2. Hebt das Tanzbein! (Soul Mix) – 3:59
3. Gebt das Hanf frei (Extended Mix) – 6:20
4. Gebt das Hanf frei (Instrumental) – 3:36

Die Single erreichte die Top 10 der deutschen Singlecharts und konnte sich in Österreich auf Platz 13 sowie in der Schweiz auf Platz 40 platzieren.

| Jahr | Titel Album                         | Höchstplatzierung, Gesamtwochen, AuszeichnungChartplatzierungen (Jahr, Titel, Album, Platzierungen, Wochen, Auszeichnungen, Anmerkungen) | Höchstplatzierung, Gesamtwochen, AuszeichnungChartplatzierungen (Jahr, Titel, Album, Platzierungen, Wochen, Auszeichnungen, Anmerkungen) | Höchstplatzierung, Gesamtwochen, AuszeichnungChartplatzierungen (Jahr, Titel, Album, Platzierungen, Wochen, Auszeichnungen, Anmerkungen) | Anmerkungen                                          |
| Jahr | Titel Album                         | DE | AT | CH | Anmerkungen                                          |
| ---- | ----------------------------------- | --- | --- | --- | ---------------------------------------------------- |
| 2002 | Gebt das Hanf frei! TV total Vol. 3 | DE4 (9 Wo.)DE | AT13 (9 Wo.)AT | CH40 (6 Wo.)CH | Erstveröffentlichung: 25. November 2002 feat. Shaggy |